# Пол Винник
Пол (Павло́) Фре́нсіс Ви́нник (англ. Paul Francis Wynnyk) — канадський офіцер, генерал-лейтенант. З липня 2018 р. по липень 2019 р. — заступник начальника Штабу оборони Канади.

## Життєпис
Пол є внуком українських емігрантів, що походять із Радехівщині — села Поздимир та Радванці (нині у Шептицькому районі Львівської області). У листопаді 2016-го відвідав рідне село предків — Радванці, а директор сільської школи у Поздимирі передав Винникові кілька документів з історії його родини.

### Військова кар'єра
Освіту здобув у Військовому коледжі Роял Роудс та Королівському військовому коледжі Канади. 1986 року вступив до лав Канадських військових інженерів.
1997 року став командиром 1-го інженерного полку у Едмонтоні, з 2004 року — командувач 1-ї групи тилового забезпечення, з березня 2009 — помічник генерал-командувача Об'єднаного тимчасового управління безпеки в Афганістані.
У 2010 році став командувачем Західного округу наземних військ, з 2012 року — заступник командувача Армії Канади та очільник Командування військової розвідки Канади, з липня 2014 року — голова Оборонної розвідки.
У січні 2016 року оголошено, що він має стати наступним командувачем Армії Канади (англ. Chief of the Army Staff and Commander of the Canadian Army). Також його було підвищено у званні до генерал-лейтенанта. Про призначення Пола Винника командувачем сухопутних військ збройних сил Канади оголошено 14 липня 2016 року.
У липні 2019 року подав у відставку, дізнавшись, що начальник штабу генерал Джонатан Ванс планує замінити його на посаді.